# Capo Artico
Capo Artico (in russo мыс Арктический, mys Arktičeskij) è il punto più a nord dell'isola Komsomolec, la più settentrionale dell'arcipelago Severnaja Zemlja. È inoltre il punto più settentrionale della Russia e dell'intera Asia, mentre capo Fligeli è il più settentrionale dell'Europa e capo Čeljuskin costituisce il punto più settentrionale del continente asiatico. Capo Artico segna anche il limite nord-orientale del mar di Kara e il limite nord-occidentale del mare di Laptev. La sua distanza dal Polo Nord è di 990,7 km ed è spesso usato come punto di partenza delle spedizioni artiche.

## Storia
Scoperto durante l'esplorazione idrografica di Vil'kickij nel 1913, fu chiamato capo Žochov (мыс Жохова), dal nome dell'ufficiale di guardia. Nel maggio del 1931, la Severnaja Zemlja fu mappata durante la spedizione di Urvancev e Ušakov e il nome venne cambiato in capo Molotov (мыс Молотова), in onore del presidente del Sovnarkom Vjačeslav Michajlovič Molotov. Alla fine degli anni 1950 ha preso il nome attuale di capo Arktičeskij.